# МС5
МС5 (МС — «Министерство Связи») представляет собой систему передачи данных и кодированного голоса (вокодер) по стандартным однополосным коротковолновым радиоканалам, а также по каналам аппаратуры уплотнения (ВЧ, РРЛ) в полосе частот от 300 до 3400 Гц, а также 33 служебные формализованные команды вместо основной информации. Для передачи данных используется BPSK (1200 бит/с) или QPSK (2400 бит/с) со скоростью манипуляции 120 символов в секунду на 12 ортогональных поднесущих (10 из которых предназначены для передачи пользовательских данных) в нижней боковой полосе. Расстояние между поднесущими составляет 200 Гц, частота первой поднесущей 700 Гц. Также передается немодулированный пилот-тон на частоте 3300 Гц (иногда на 3600 Гц).
Стандарт реализован в аппаратуре типа АТ-3004Д и АТ-3104 (имеет дополнительный режим с 20 поднесущими) производства ОАО «АЛМАЗ», а также в упаковке СА147 и изделии СА266.